# Charles Ventrillon-Horber
Charles Ventrillon-Horber, né le 26 février 1899 à Paris et mort le 9 décembre 1977 à Caracas, est un peintre français puis vénézuélien.

## Biographie
Charles Ventrillon est le fils d'Émile Louis Charles Ventrillon et de Marie Hélène Georgette Horber, décorateurs.
Âgé de 20 ans, il est artiste peintre lors de son recrutement militaire.
Élève de Jean-Paul Laurens, Paul Albert Laurens et Pierre Vignal à l'École des Beaux-Arts de Paris, il expose au Salon à partir de 1922 et y obtient une mention honorable en 1925, le prix Eugène-Thirion en 1930, une médaille d'argent en 1931, et le prix Pillini en 1944.
En 1927, il épouse Nicolasa Parra (née au Venezuela).
En 1931, il séjourne à Porto Rico (Antilles).
Il arrive au Venezuela après la Seconde Guerre mondiale et devient professeur de dessin à l'École des arts plastiques de Caracas, puis à l'Université centrale du Venezuela d'abord en tant que professeur à la faculté d'architecture et où il fonde l'atelier de dessin gratuit aujourd'hui appelé Atelier Charles Ventrillon.
En 1953, il tient une chaire de dessin pour les biologistes, puis à la fin des années 1960, il est un membre fondateur de l'Institut de zoologie et d'écologie tropicale où il est professeur de dessin scientifique et devient plus tard entomologue.
Il meurt à son domicile de Caracas à l'âge de 78 ans.
En 2008 est émis le Billet de 2 bolivars vénézuéliens sur la base d'un tableau de Ventrillon-Horber.